# 東京都道155号町田平山八王子線

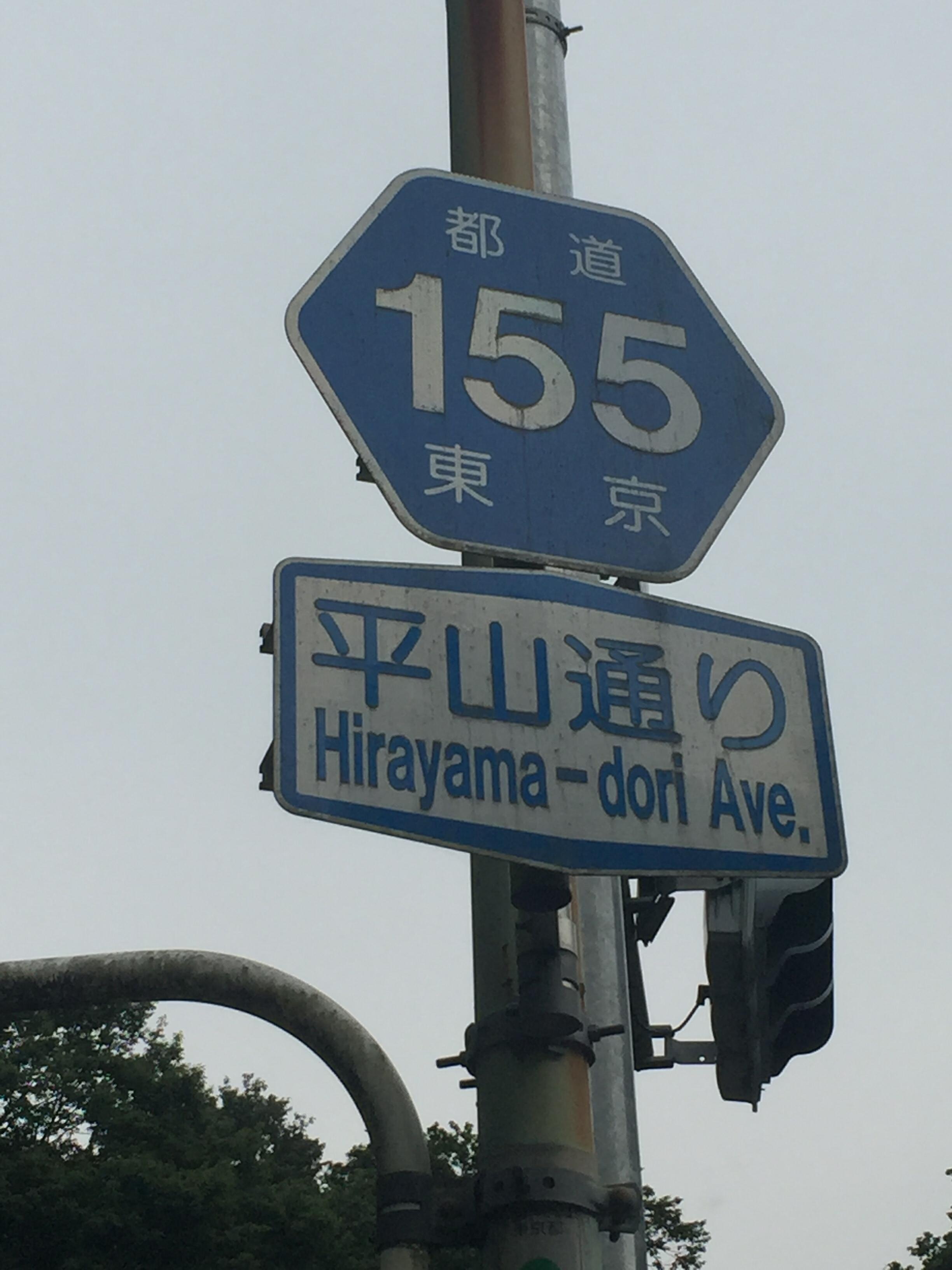
都道番号標示（平山通り・八王子市堀之内）

東京都道155号 町田平山八王子線（とうきょうとどう155ごう まちだひらやまはちおうじせん）は、東京都町田市から多摩市、日野市を経て八王子市に至る一般都道である。

## 概要

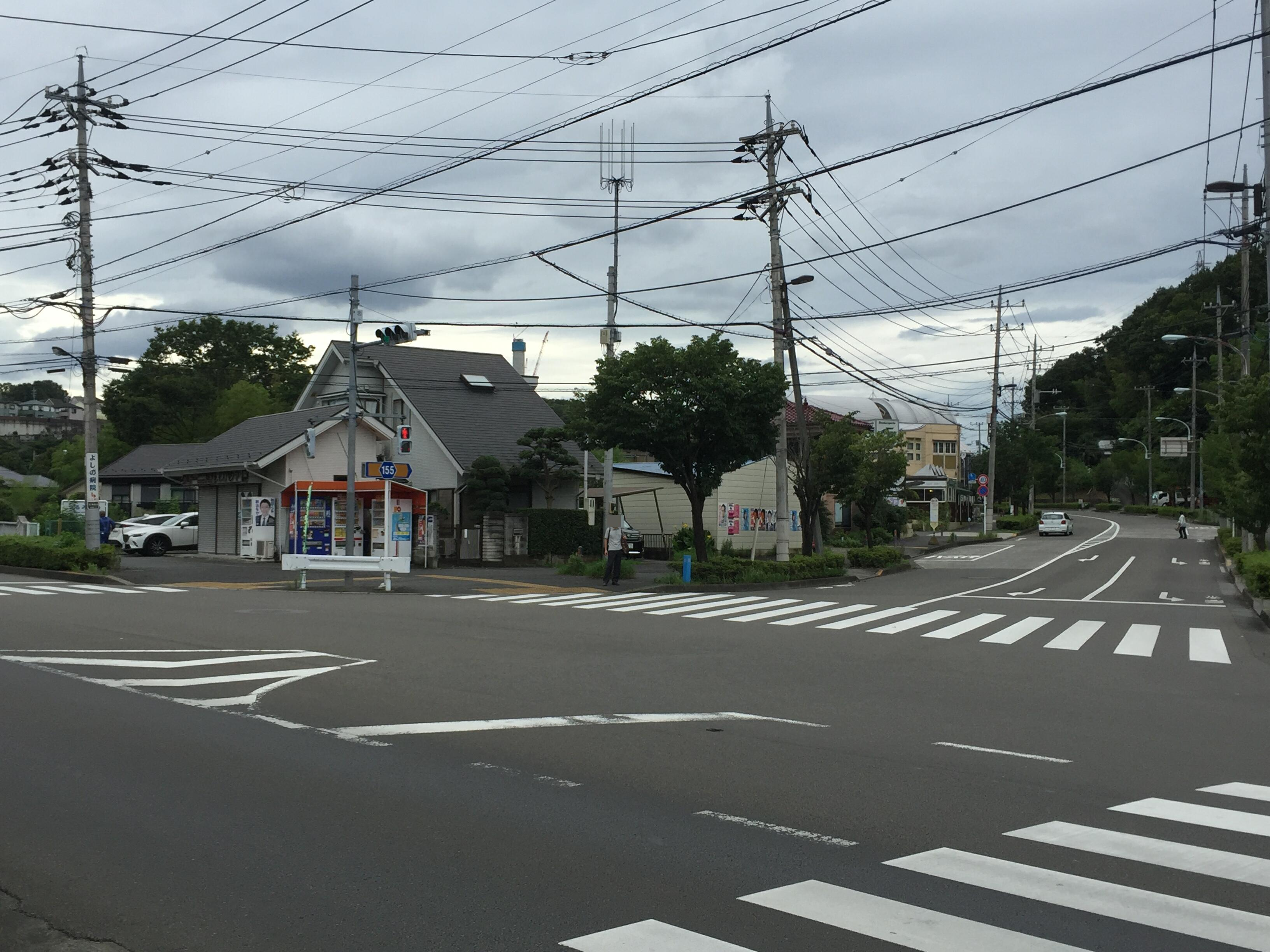
起点の図師大橋交差点

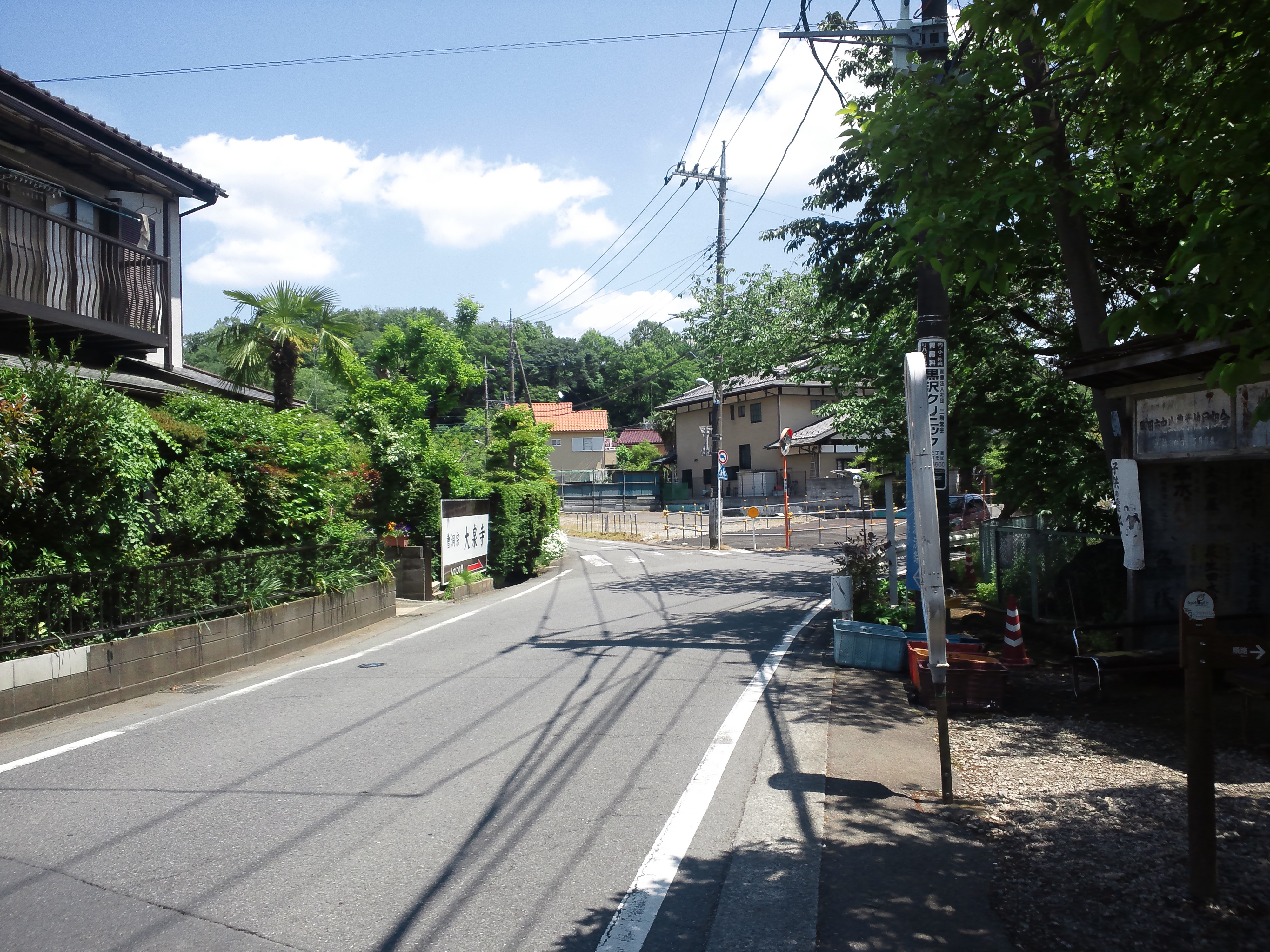
町田市下小山田町の狭隘路（大泉寺バス停留所付近）

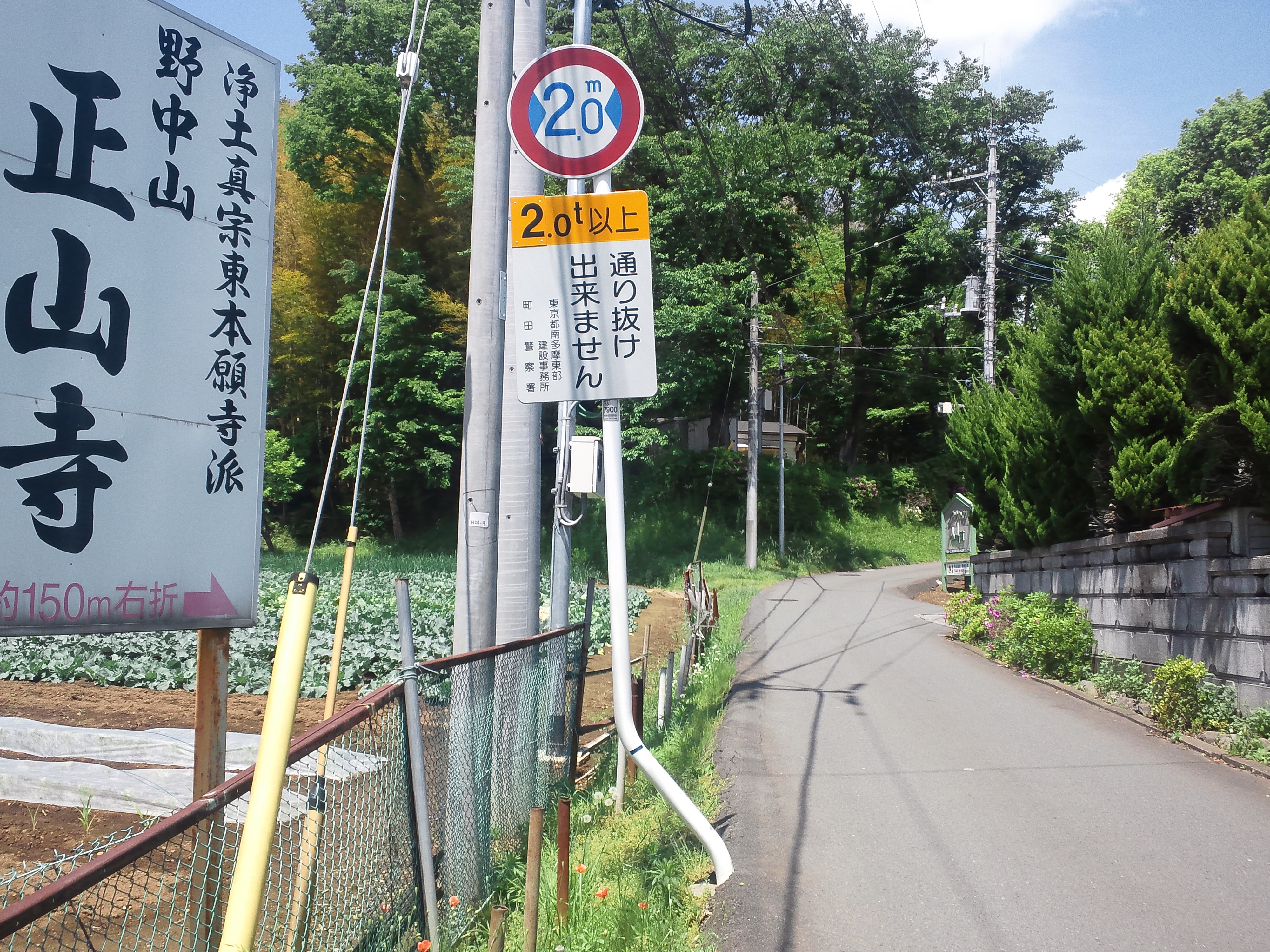
町田市上小山田町付近の狭隘路入口

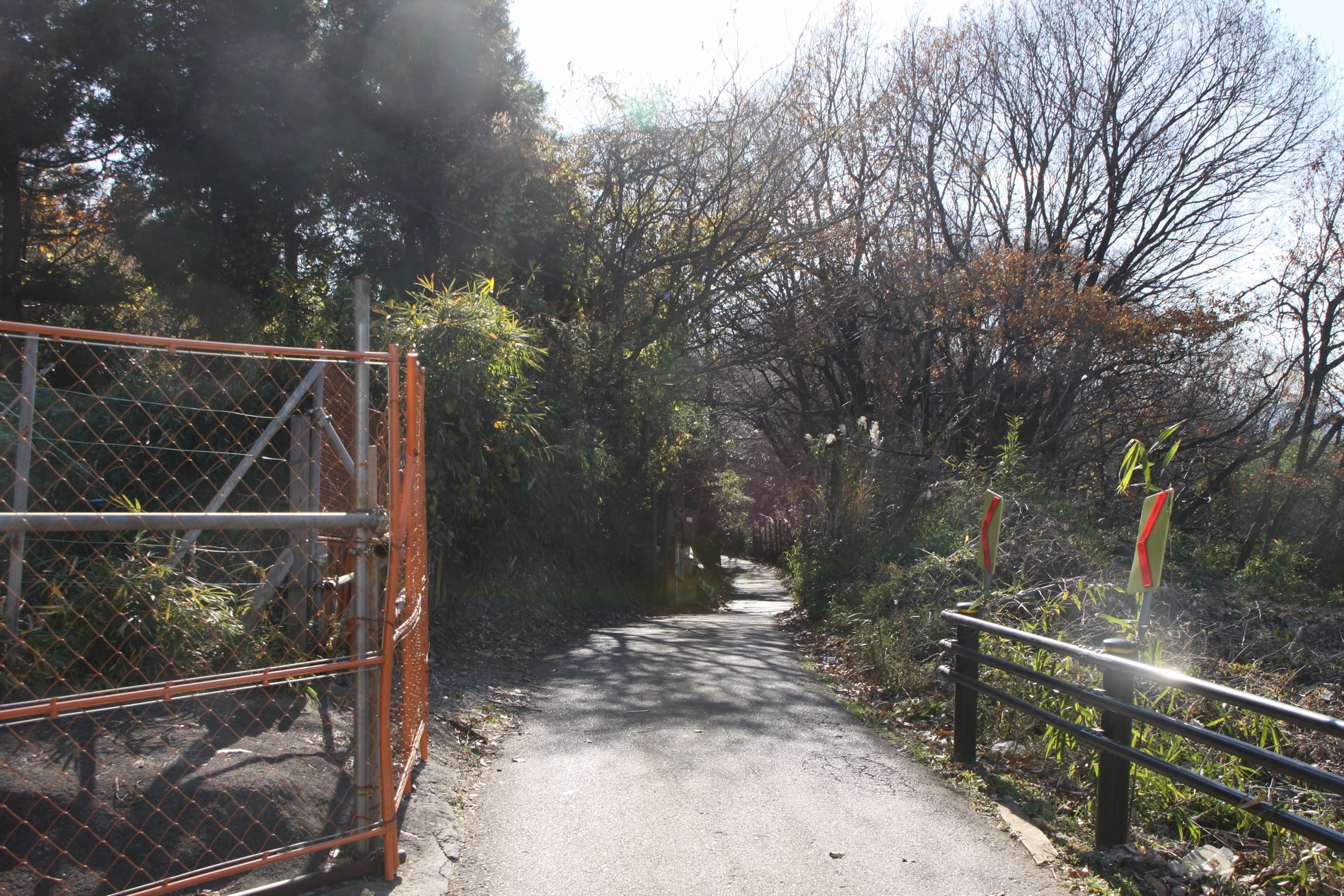
唐木田付近の狭隘路

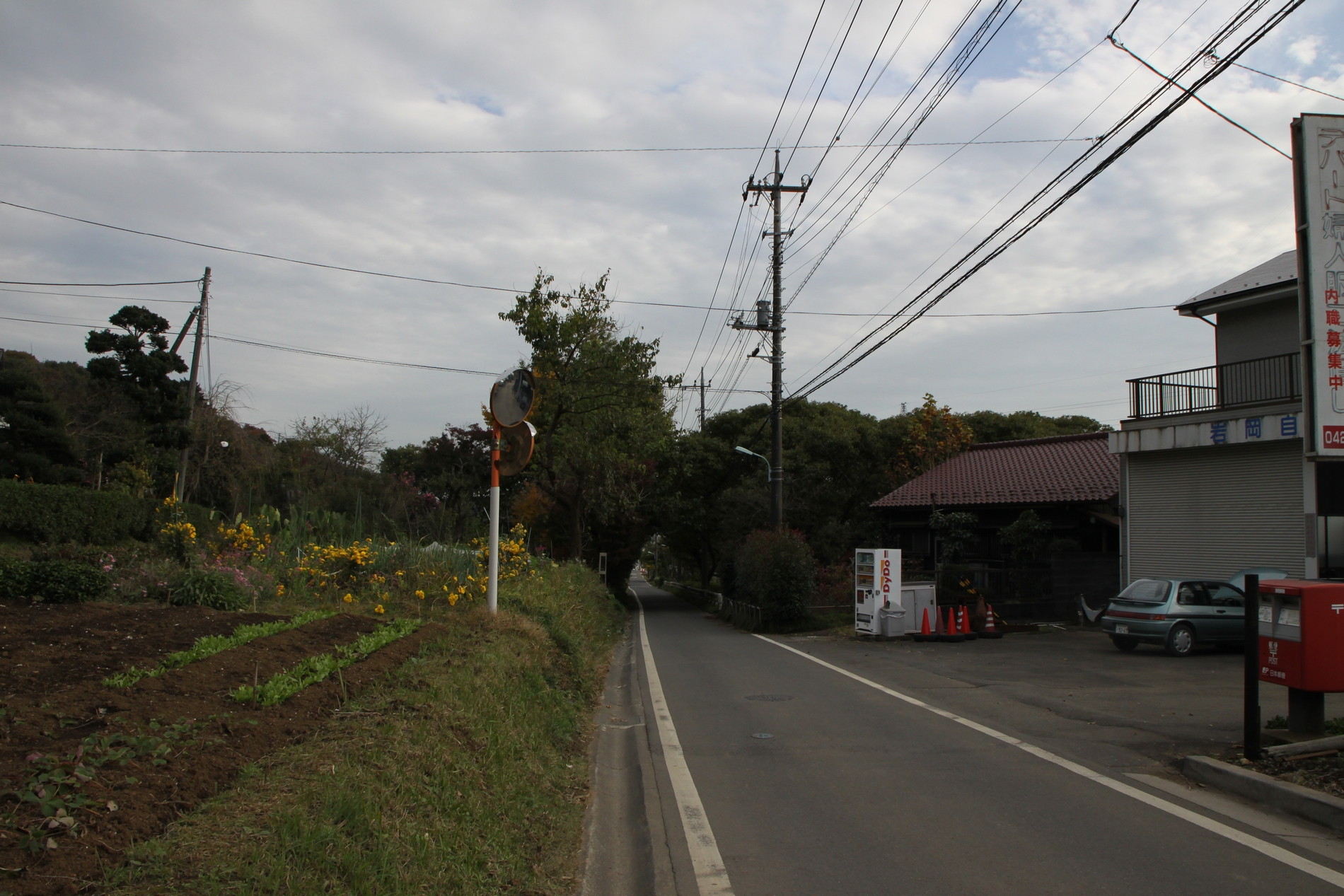
堀之内付近の狭隘路（2023年8月31日付で都道指定解除された区間）

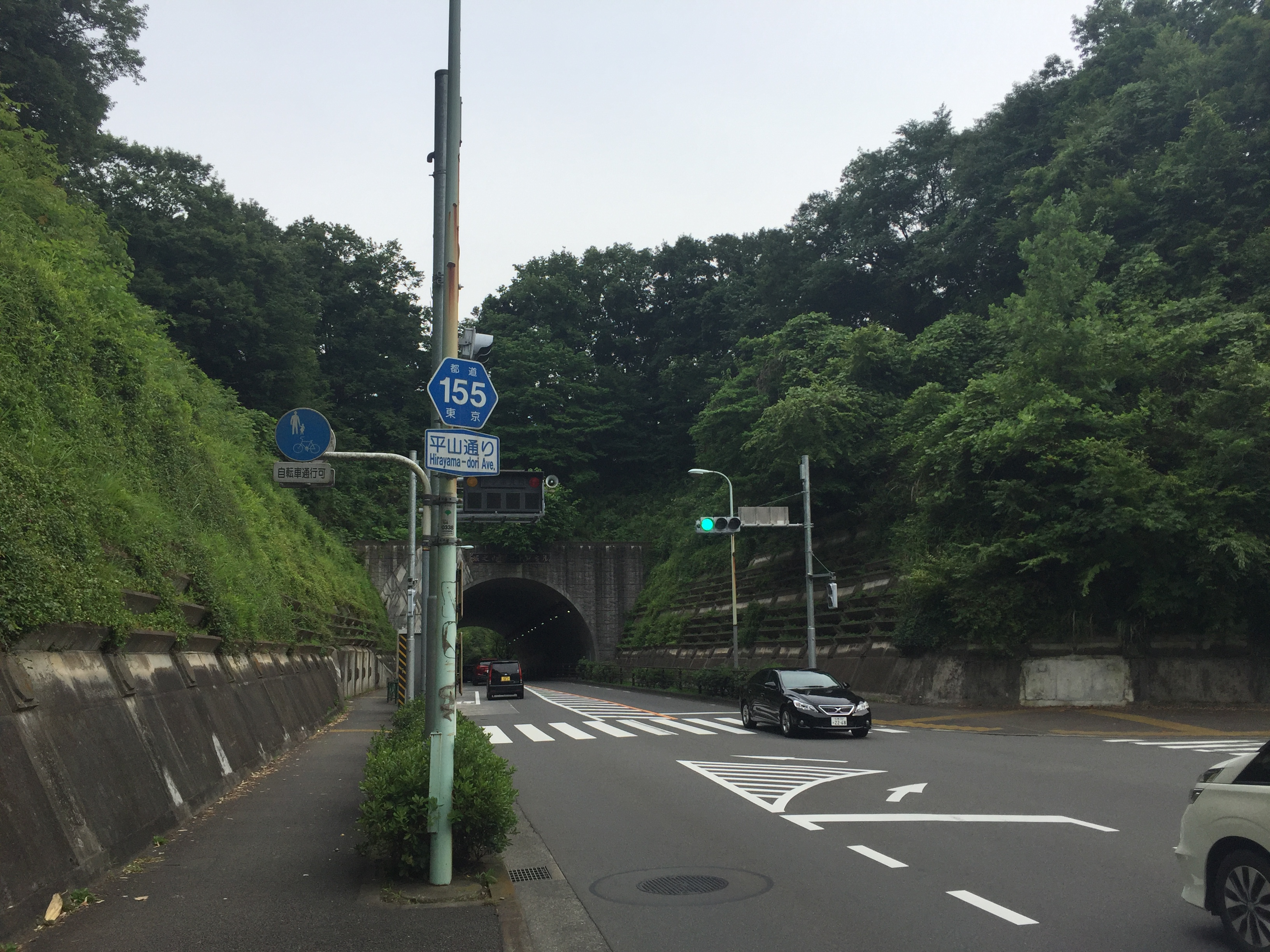
新道区間（東京薬科大学東交差点）。前後三本のトンネルで七生丘陵を縦断する

### 路線データ
- 陸上距離：16,648メートル（m）（実延長、2016年4月1日現在）[1]
- 起点：東京都町田市図師町・東京都道57号相模原大蔵町線交点（図師大橋交差点）
- 終点：東京都八王子市大和田町2丁目・国道20号交点（石川入口交差点）

## 路線状況
- 町田市の図師大橋交差点 - 桜橋バス停留所付近はかつて1 - 1.5車線の狭隘路となっていたが、1990年代以降に順次拡幅が進められ、2車線化された。桜橋バス停留所先から大泉寺バス停留所周辺までは、2025年現在も1車線の狭隘路のままとなっているが、東京都が2車線化に向けて拡幅事業を進めている[2]。
- 町田市の小山田バス停留所付近 - 尾根幹線道路交点手前までは幅員1.9 - 2.1 mの狭隘路であり、2トン以上の自動車は通れず、普通車の離合も困難である。
- 南多摩尾根幹線道路交点付近は私有地内の未舗装の農道（当時）が都道指定されていたが、現在は新道が完成している。なお旧道は現在も指定されており、展望台につながる舗装遊歩道（よこやまの道）になっている。
- 旧道の八王子市堀之内の堀之内芝原公園 - 旧多摩テック付近までは、上記と同じ程度の狭隘路であるため離合は難しい上、抜け道として利用されており交通量が多く見通しも悪い。ただし、八王子市堀之内の大栗川橋北交差点北側 - 日野市平山の奥山橋下交差点間（後述のトンネル部分を含む区間）では対面二車線の新道が整備されており、旧道のうち八王子市堀之内の部分（日野市境まで）は2023年8月31日付で都道指定を解除された[3]。それに伴い、八王子日野市境 - 都道503号交点（八王子市堀之内943付近）は都道503号の単独区間となった。
- 平山橋の南北それぞれに旧道が存在するが、南の旧道は2025年現在も都道に指定されているのに対し、北の旧道は平成16年に指定解除されている[4]。

### 通称
- 平山通り
  - 大栗川橋南交差点（八王子市堀之内）から石川入口交差点（八王子市大和田町）まで、東京都道路通称名公告によって呼称が付けられた[5]。

### 重複区間
- 東京都道503号相模原立川線（日野市程久保） - 前述の都道指定解除に伴い、重複していた一部の同区間（八王子市堀之内）は単独区間となった[3]。

### 橋梁
- 大栗川橋（大栗川）
- 平山陸橋（京王線）
- 平山橋（浅川）
- 豊田陸橋（JR中央線）
- あかはけ橋（JR八高線）

### トンネル
- 北八幡寺芝トンネル - 延長49 m
- 堀之内第一トンネル - 延長256 m、1996年12月完成
- 堀之内第二トンネル - 延長60 m、1995年3月完成
- 堀之内第三トンネル - 延長120 m、1994年3月完成
- 平山地下道 - 延長12 m

## 地理

### 通過する自治体
- 東京都
  - 町田市
  - 多摩市
  - 日野市
  - 八王子市

### 交差する道路

#### 現道区間
| 交差する道路                                     | 交差する道路                                    | 交差点名     | 所在地 | 所在地         |
| ------------------------------------------------ | ----------------------------------------------- | ------------ | ------ | -------------- |
| 東京都道57号相模原大蔵町線（芝溝街道）           | 東京都道57号相模原大蔵町線（芝溝街道）          | 図師大橋     | 東京都 | 町田市         |
| 町田市道忠生441号線                              | -                                               | -            | 東京都 | 町田市         |
| 狭隘区間                                         |                                                 |              |        |                |
| 旧道（よこやまの道）                             | -                                               | -            | 東京都 | 多摩・町田市境 |
| 東京都道158号小山乞田線（南多摩尾根幹線道路）    | 東京都道158号小山乞田線（南多摩尾根幹線道路）   | -            | 東京都 | 多摩市         |
| 東京都道158号小山乞田線（多摩ニュータウン通り）  | 東京都道158号小山乞田線（多摩ニュータウン通り） | 大栗川橋南   | 東京都 | 八王子市       |
| 東京都道20号府中相模原線（野猿街道）             | 東京都道20号府中相模原線（野猿街道）            | 大栗川橋北   | 東京都 | 八王子市       |
| 東京都道503号相模原立川線                        | 東京都道503号相模原立川線                       | -            | 東京都 | 八王子市       |
| -                                                | 旧道                                            | 奥山橋下     | 東京都 | 日野市         |
| 東京都道173号上館日野線（北野街道）              | 東京都道173号上館日野線（北野街道）             | 平山五丁目   | 東京都 | 日野市         |
| 日野バイパス延伸部（暫定道路のため路線認定なし） | 国道20号（日野バイパス延伸部 暫定道路）         | 東平山二丁目 | 東京都 | 日野市         |
| 国道20号（甲州街道）                             | 国道20号（甲州街道）                            | 石川入口     | 東京都 | 八王子市       |
| 東京都道59号八王子武蔵村山線（多摩大橋通り）     |                                                 |              |        |                |

#### 旧道区間その1
| 交差する道路 | 交差する道路 | 交差点名       | 所在地         |
| ------------ | ------------ | -------------- | -------------- |
| 現道         | 現道         | -              | 多摩・町田市境 |
| （終点）     | （終点）     | （交差点なし） | 多摩市         |
| よこやまの道 |              |                |                |

#### 旧道区間その2
程久保六丁目までは狭隘区間
| 交差する道路                                                 | 交差する道路              | 交差点名       | 所在地           |
| ------------------------------------------------------------ | ------------------------- | -------------- | ---------------- |
| 現道                                                         | 現道                      | -              | 八王子市         |
| 市道移管区間                                                 |                           |                |                  |
| 東京都道503号相模原立川線                                    | -                         | -              | 八王子市         |
| 指定解除区間（旧：都道503号重複区間、現：都道503号単独区間） |                           |                |                  |
| （指定解除区間終点）                                         | （指定解除区間終点）      | （交差点なし） | 八王子・日野市境 |
| 都道503号重複区間                                            |                           |                |                  |
| -                                                            | 東京都道503号相模原立川線 | 程久保六丁目   | 日野市           |
| 現道                                                         | 現道                      | 奥山橋下       | 日野市           |

#### 旧道区間その3
| 交差する道路                        | 交差する道路                        | 交差点名 | 所在地   |
| ----------------------------------- | ----------------------------------- | -------- | -------- |
| 東京都道173号上館日野線（北野街道） | 東京都道173号上館日野線（北野街道） | -        | 八王子市 |
| 現道（平山陸橋の副道）              | 現道（平山陸橋の副道）              | -        | 八王子市 |

## 余談
- 町田市内の狭隘区間は非常に狭く、交通系の話題で「都道最凶の狭さ」と紹介されることも珍しくない。
  - 狭隘区間の起点の周辺に小田急多摩線の新駅設置構想があり、実現された際にこの狭隘区間が拡幅されるのかは不明である。